# Чикваная, Гиви Петрович
Ги́ви Петро́вич Чиквана́я (29 мая 1939, Телави — 2 августа 2018, Москва) — советский ватерполист, двукратный серебряный призёр Олимпийских игр. Мастер спорта СССР международного класса, заслуженный мастер спорта России, Заслуженный тренер РСФСР.

## Карьера
На своей первой Олимпиаде в 1960 году в составе сборной СССР выиграл серебряную медаль. На турнире провёл 6 матчей и забил 7 голов. На следующих Играх СССР вновь завоевал серебро, а Чикваная сыграл все 8 матчей, не забив ни одного гола.
После завершения карьеры в 1974 году работал тренером. В 1984 возглавил московское «Динамо».

## Образование
В 1964 году окончил исторический факультет Тбилисского государственного университета.

## Награды
- Орден «Знак Почёта» (16.09.1960) — за успешные выступления в XVII летних и VIII зимних Олимпийских играх 1960 года, а также за выдающиеся спортивные достижения[8]
- Почётная грамота Президиума Верховного совета Российской Федерации (26.04.1993) — за долголетнюю плодотворную работу, большие личные заслуги в развитии физической культуры и спорта в Российской Федерации и в связи с 70-летием со дня образования первого в России физкультурно — спортивного общества «Динамо»[9]